# 579 (tal)
579 är det naturliga heltal som följer 578 och följs av 580.

## Matematiska egenskaper
- 579 är ett udda tal.
- 579 är ett semiprimtal[1].
- 579 är ett sammansatt tal.
- 579 är ett defekt tal.
- 579 är ett polygontal.
- 579 är ett lyckotal.

## Inom vetenskapen
- 579 Sidonia, en asteroid.